# Inge Genefke
Inge Genefke (* 6. Juli 1938 in Frederiksberg) ist eine dänische Neurologin. Sie gründete 1982 das Rehabilitation and Research Centre for Torture Victims RCT (heute DIGNITY - Dänisches Institut gegen Folter), eine Einrichtung zur Unterstützung von Folteropfern mit Sitz in Kopenhagen, sowie 1985 den International Rehabilitation Council for Torture Victims (IRCT), für den sie von 1985 bis 1997 als ärztliche Direktorin und anschließend bis 2000 als Generalsekretärin fungierte. Schwerpunkte ihres Wirkens sind die psychotherapeutische Betreuung der Opfer von Folter sowie die forensische Diagnostik von Folterspuren. Für ihr langjähriges Engagement erhielt sie verschiedene Ehrungen, darunter 1988 den Right Livelihood Award.

## Leben
Inge Genefke wurde 1938 in Frederiksberg geboren, wo sie bis 1956 auch das Gymnasium absolvierte. Sie studierte anschließend Medizin an der Universität Kopenhagen, an der sie 1965 ihren Abschluss erlangte. In den folgenden Jahren widmete sie sich unter anderem in Straßburg, Paris, München, der Schweiz und Italien biochemischen Forschungsarbeiten zu biogenen Aminen. Von 1968 bis 1971 war sie dann wissenschaftliche Mitarbeiterin am Institut für Pharmakologie der Universität Kopenhagen, bevor sie sich von 1972 bis 1982 an der Universität zur Fachärztin für Neurologie weiterbildete.
Inge Genefke, die seit 1969 der dänischen Sektion von Amnesty International (AI) angehört, engagierte sich in der 1973 begonnenen AI-Kampagne gegen die Folter, in der die Organisation insbesondere auch zu einer Verbesserung der medizinischen Versorgung von Folteropfern aufrief. 1982 gründete sie in Kopenhagen das Rehabilitation and Research Centre for Torture Victims (RCT), dessen Ziel die Unterstützung von Folteropfern bei der Rehabilitation durch die Zusammenarbeit von Ärzten verschiedener Fachrichtungen, Physio- und Ergotherapeuten, Psychologen, Krankenschwestern sowie Sozialarbeitern ist.
Drei Jahre nach der Entstehung des RCT initiierte sie außerdem die Gründung des International Rehabilitation Council for Torture Victims (IRCT), das zunächst für die internationalen Aktivitäten des RCT zuständig war und sich später zu einem internationalen Dachverband zur Unterstützung von Folteropfern entwickelte, mit gegenwärtig über 140 Mitgliedsorganisationen in über 70 Ländern. Inge Genefke fungierte von 1985 bis 1997 als ärztliche Direktorin und anschließend als Generalsekretärin sowie ab 2000 als Ehrengeneralsekretärin und ab 2002 als Botschafterin des IRCT. Im Bereich der Forschung widmete sie sich vorrangig psychotherapeutischen Aspekten der Betreuung von Folteropfern sowie der forensischen Diagnostik von Folter mittels Verbrennungen und elektrischem Strom durch den Nachweis morphologischer Veränderungen der Haut.
Inge Genefke war ab 1965 in erster Ehe verheiratet und heiratete 1991 in zweiter Ehe den Arzt Bent Sørensen, der beratend für das IRCT tätig war und von 1988 bis 2000 dem UN-Ausschuss gegen Folter angehörte. In dem 2005 erschienenen Spielfilm Das geheime Leben der Worte der spanischen Regisseurin Isabel Coixet, der ihrem Wirken gewidmet ist, wird sie durch die britische Schauspielerin Julie Christie dargestellt.

## Auszeichnungen
Inge Genefke erhielt für ihren Einsatz verschiedene Ehrungen, darunter 1988 den Right Livelihood Award. Sie ist darüber hinaus seit 1999 Kommandeurin der französischen Ehrenlegion und seit 2004 Kommandeurin des chilenischen Orden Bernardo O’Higgins. Die medizinischen Fakultäten der Universitäten Bologna (1989) und Kopenhagen (1996) verliehen ihr die Ehrendoktorwürde. Das Internationale Pressezentrum des dänischen Außenministeriums ernannte sie 1982 zur Dänin des Jahres, von den Chefredakteuren der europäischen Ausgaben der Zeitschrift Reader’s Digest wurde sie 1999 zum Europäer des Jahres gewählt. Die italienische Stadt Monteveglio verlieh ihr die Ehrenbürgerschaft.
Nach Inge Genefke benannt ist der mit 10.000 US-Dollar dotierte Inge Genefke Award, der seit 2004 alle zwei Jahre von der Anti Torture Support Foundation für herausragenden Einsatz gegen die Folter verliehen wird.

## Veröffentlichungen (Auswahl)
- Finn E. Somnier, Inge Genefke: Psychotherapy for Victims of Torture. In: British Journal of Psychiatry. 149/1986. Royal Medico-Psychological Association, S. 323–329, ISSN 0007-1250
- Tonny Karismark, Henrik Klem Thomsen, Lis Danielsen, Ole Aalund, Ole Nielsen, Kristian G Nielsen, Inge Genefke: Immediate Dermal Changes in Pig Skin After Exposure to Moderate Amounts of Heat and Electrical Energy. In: Journal of Investigative Dermatology. 87(4)/1986: S. 528–532, ISSN 0022-202X
- Eugene F. Roth Jr., Inge Lunde, Gudrun Boysen, Inge Genefke: Torture and its Treatment. In: American Journal of Public Health. 77(11)/1987. American Public Health Association, S. 1404–1406, ISSN 0090-0036
- Bente Danneskiold-Samsøe, Else Marie Bartels, Inge Genefke: Treatment of Torture Victims – A Longitudinal Clinical Study. In: Torture. 17(1)/2007. International Rehabilitation Council for Torture Victims, S. 11–17, ISSN 1018-8185